# Hirschbach (Kirchdorf an der Amper)
Hirschbach ist ein Gemeindeteil der Gemeinde Kirchdorf an der Amper im Landkreis Freising in Bayern.

## Geographie
Das Kirchdorf liegt 1,5 Kilometer nördlich von Kirchdorf an der Amper am Hirschbach. Hirschbach ist eine von 15 Ortschaften, welche die Gemeinde Kirchdorf an der Amper bilden und liegt im nördlichen Gemeindegebiet.

## Geschichte
Kurz nach ihrer Erbauung wurde die Kirche St. Pankratius in Hirschbach im Jahr 1315 urkundlich erwähnt. Im 17. Jahrhundert erfolgte eine Umgestaltung. Der Ort unterstand dem Landgericht Moosburg des Herzogtums Bayern, die gleichzeitige Grundherrschaft des Hochstifts Freising in Hirschbach endete mit der Säkularisation 1802/3. Hirschbach wurde mit der Gemeindegründung durch das Gemeindeedikt von 1818 in die Gemeinde Kirchdorf an der Amper eingegliedert.